# Vlag van Weststellingwerf

De vlag van de gemeente Weststellingwerf

Afgewezen ontwerp uit 1963

De gemeentelijke vlag van Weststellingwerf is sinds 1963 het dundoek van de Friese gemeente Weststellingwerf. De beschrijving luidt:
Een vlag, waarvan de lengte zich verhoudt tot de hoogte als 3:2, gekwartileerd van wit en rood, met dien verstande, dat de verticale deellijn op één derde van de lengte is aangebracht, gemeten van de broekzijde; over alles heen een gekwartileerd kruis van het een in het ander; in de bovenhoek van de broekzijde een rode, gaande en omziende griffioen
De vlag is ontworpen door de oud-burgemeester van Ooststellingwerf, G.A. Bontekoe, met als basis de kleuren van het gemeentewapen. De griffioen is echter gestileerd vormgegeven. 

## Vormgeving
De vlag is in de kleuren rood en wit uitgevoerd en bestaat uit vier kwartieren. De eerste twee kwartieren, aan de broekingzijde, beslaan een derde van de vlag. In het kanton staat de rode griffioen op een wit veld. De griffioen is een zogenaamde stappende griffioen en kijkt om naar de vluchtzijde van de vlag. In de vlag is ook een kruis opgenomen, deze bestaat uit de tegengestelde kleur van het vlak dat het aanraakt. Burgemeester Boelens onthulde de vlag tijdens de gemeenteraadsvergadering van 7 oktober 1963 in het bijzijn van de ontwerper.

## Verwante afbeeldingen

Het wapen van Weststellingwerf
Vlag van de Stellingwerven

Achtkarspelen · 
Ameland · 
Dantumadeel · 
De Friese Meren · 
Harlingen · 
Heerenveen · 
Leeuwarden · 
Noardeast-Fryslân · 
Ooststellingwerf · 
Opsterland · 
Schiermonnikoog · 
Smallingerland · 
Súdwest-Fryslân · 
Terschelling · 
Tietjerksteradeel · 
Vlieland · 
Waadhoeke · 
Weststellingwerf